# Carol Corbu
Pour les articles homonymes, voir Corbu (homonymie).
Carol Corbu, né le 8 février 1946, est un ancien athlète roumain, pratiquant le triple saut. Il a été sacré champion d'Europe en salle et a remporté deux autres médailles aux championnats d'Europe.

## Palmarès

### Jeux olympiques d'été
- Jeux olympiques d'été de 1972 à Munich ( Allemagne de l'Ouest)
  - 4e au triple saut
- Jeux olympiques d'été de 1976 à Montréal ( Canada)
  - 8e au triple saut

### Championnats d'Europe d'athlétisme
- Championnats d'Europe d'athlétisme de 1969 à Athènes ( Royaume de Grèce)
  - 4e au triple saut
- Championnats d'Europe d'athlétisme de 1971 à Helsinki ( Finlande)
  -  Médaille de bronze au triple saut
- Championnats d'Europe d'athlétisme de 1974 à Rome ( Italie)
  -  Médaille d'argent au triple saut

### Championnats d'Europe d'athlétisme en salle
- Jeux européens d'athlétisme en salle de 1969 à Belgrade ( Yougoslavie)
  -  Médaille de bronze au triple saut
- Championnats d'Europe d'athlétisme en salle de 1970 à Vienne ( Autriche)
  - 6e au triple saut
- Championnats d'Europe d'athlétisme en salle de 1971 à Sofia ( Bulgarie)
  -  Médaille d'argent au triple saut
- Championnats d'Europe d'athlétisme en salle de 1972 à Grenoble ( France)
  -  Médaille d'argent au triple saut
- Championnats d'Europe d'athlétisme en salle de 1973 à Rotterdam ( Pays-Bas)
  -  Médaille d'or au triple saut
- Championnats d'Europe d'athlétisme en salle de 1975 à Katowice ( Pologne)
  - 5e au saut en longueur
  - 4e au triple saut
- Championnats d'Europe d'athlétisme en salle de 1976 à Munich ( Allemagne de l'Ouest)
  -  Médaille d'argent au triple saut
- Championnats d'Europe d'athlétisme en salle de 1978 à Milan ( Italie)
  - 4e au triple saut